# Chiesa di San Giovanni Battista dei Cavalieri di Malta
La chiesa di San Giovanni Battista dei Cavalieri di Malta è un edificio religioso di Penne, in provincia di Pescara.
La chiesa con il monastero, si trova nel centro storico, in Piazzetta San Giovanni, traversa del corso Emilio Alessandrini, precedentemente corso meridionale dei Vestini,  poi corso Umberto I e poi dagli anni '70 reintitolato al magistrato pennese Alessandrini.
Il monastero è un importante manufatto abruzzese, in quanto è l'unico edificio dell'Ordine di Malta ancora perfettamente conservato, nonché l'unico in Abruzzo amministrato, oggi non più, da monache anziché frati.

## Storia
È una delle chiese più importanti d'Abruzzo, poiché è l'unica oggi rimanente dell'Ordine dei Cavalieri Ospitalieri consacrati a San Giovanni di Gerusalemme. La chiesa si trova nel cuore del centro storico, presso uno slargo ricavato dietro i portici monumentali dedicati a Cola Salconio di Penne, realizzati sopra altri edifici nel primo Novecento, lungo il corso dei Vestini sud, poi reintitolato al magistrato pennese Emilio Alessandrini. Inoltre è disdicevole che la chiesa, chiusa al culto da anni insieme al monastero, dopo le leggi piemontesi, non abbia subito interventi di restauro.
La chiesa fu edificata insieme ad altri monasteri dell'Ordine di Malta in Abruzzo, come la chiesa di San Giovanni a Chieti, che si trovava in Largo del Pozzo (oggi piazza Valignani), demolita nel 1876, la chiesa di Santa Gerusalemme a Pescara (l'ospedale si trovava in via dei Bastioni), di cui restano colonne sul viale D'Annunzio presso la Cattedrale, la chiesa dei Cavalieri di Malta a Vasto, che si trovava presso il monastero del Carmine, scomparsa nel XIX secolo, ecc...
Il primo monastero di San Giovanni Battista a Penne fu eretto fuori le mura nel XIII secolo, per volere dei conti Trasmondi, ma essendo stata distrutta nel 1446 dalle truppe di Giacomo Caldora, durante la guerra tra L'Aquila e Penne, le monache ottennero il permesso di acquistare delle case sotto il colle del Duomo, edificando il monastero.

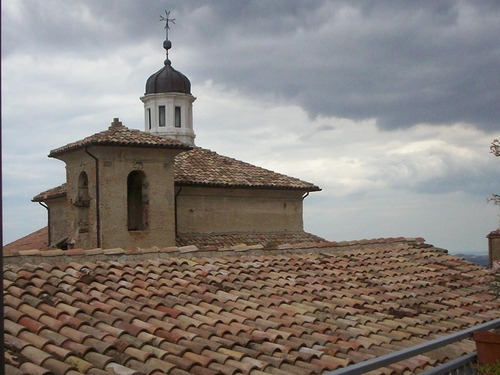
Veduta dall'alto della chiesa
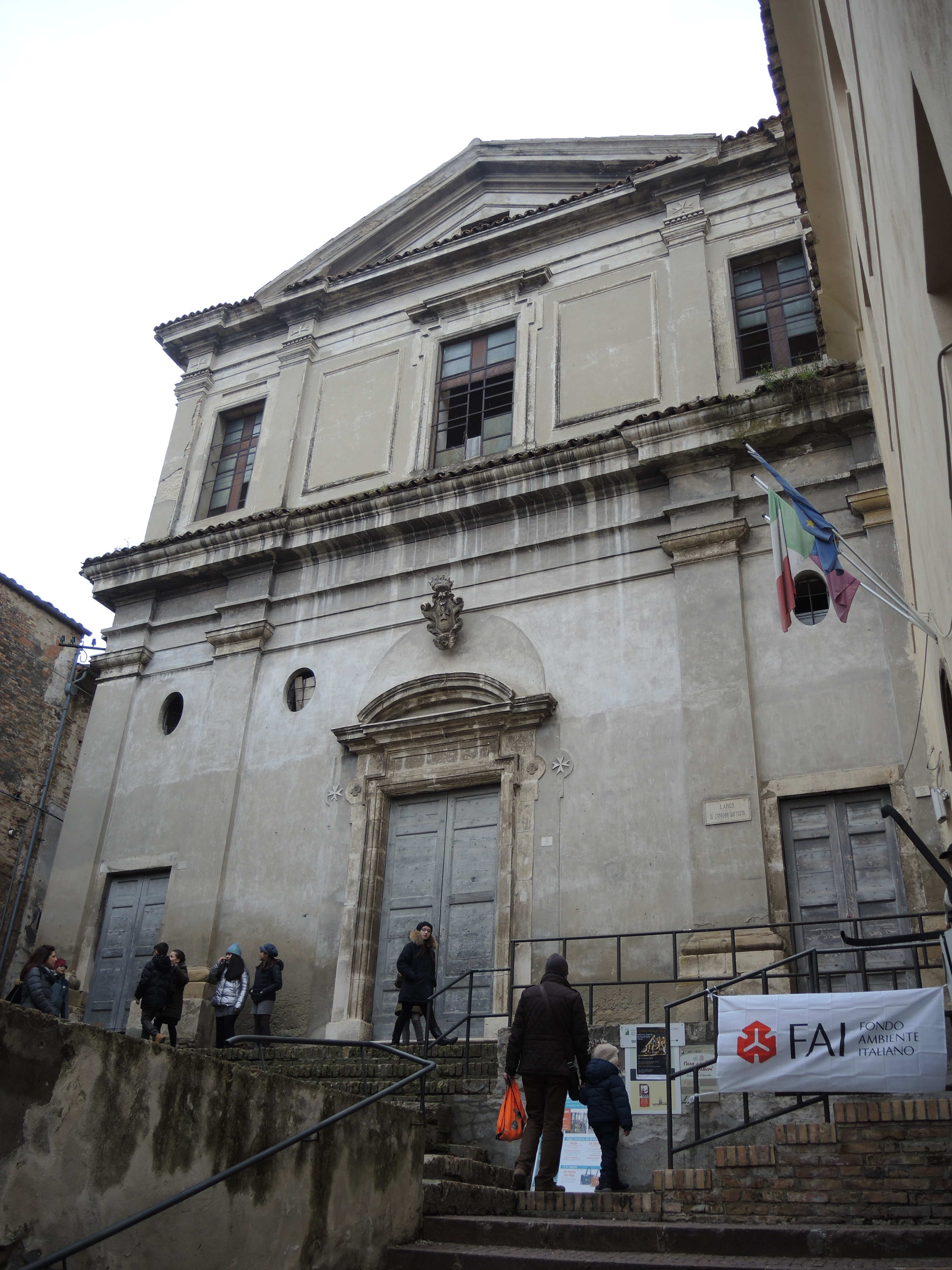
Prospetto
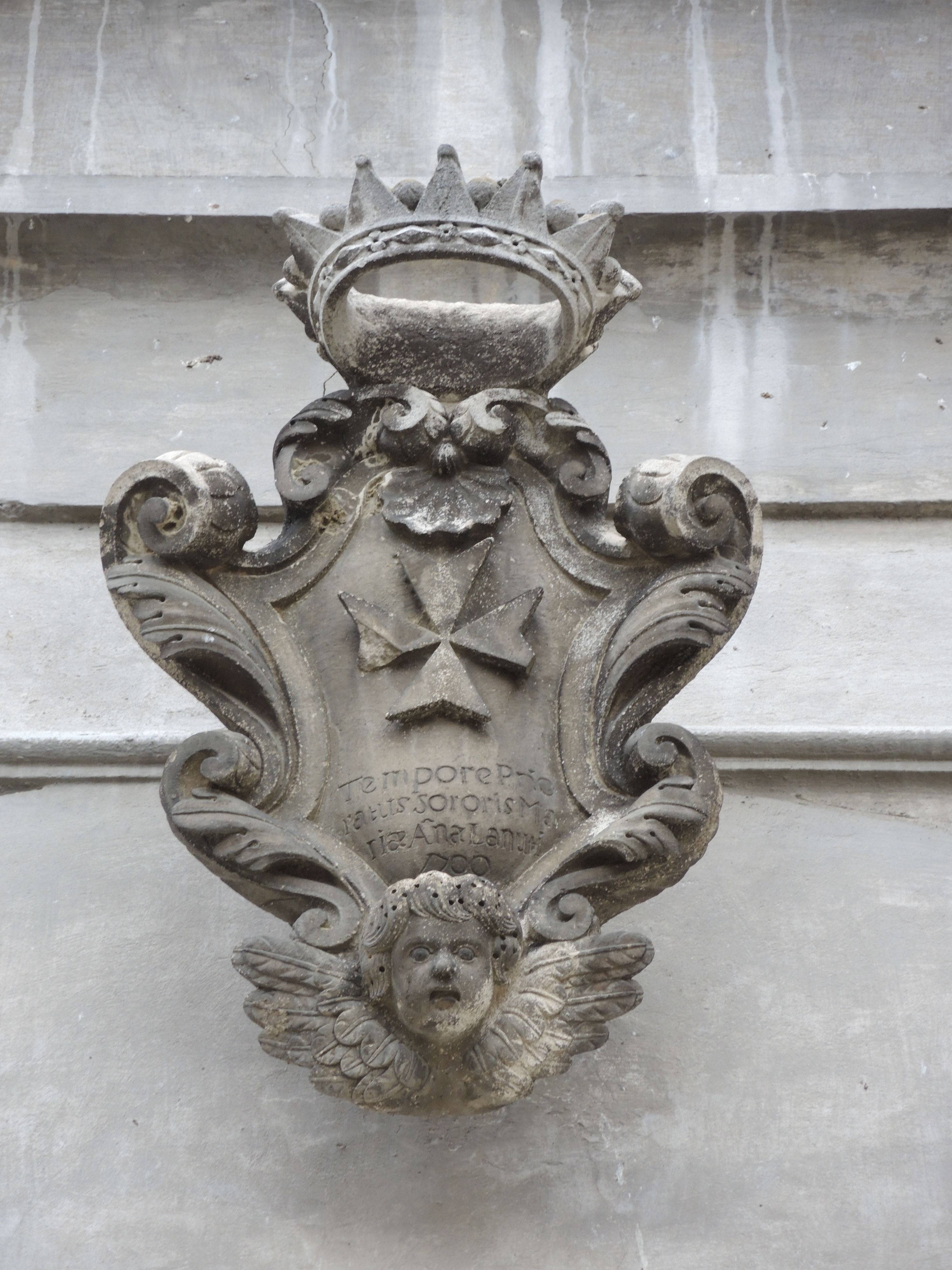
Stemma dell'Ordine, sul portale principale
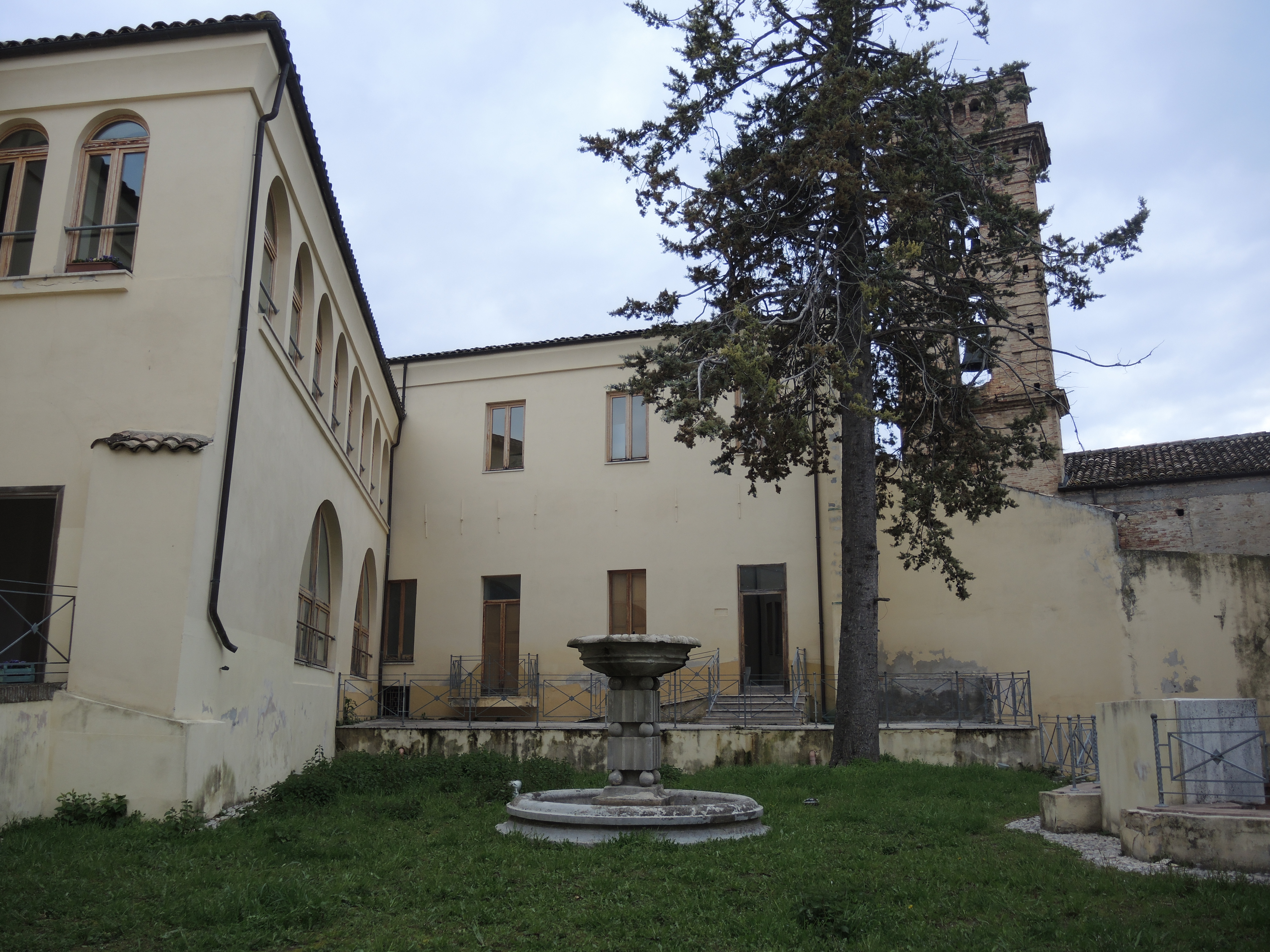
Chiostro dell'ex convento
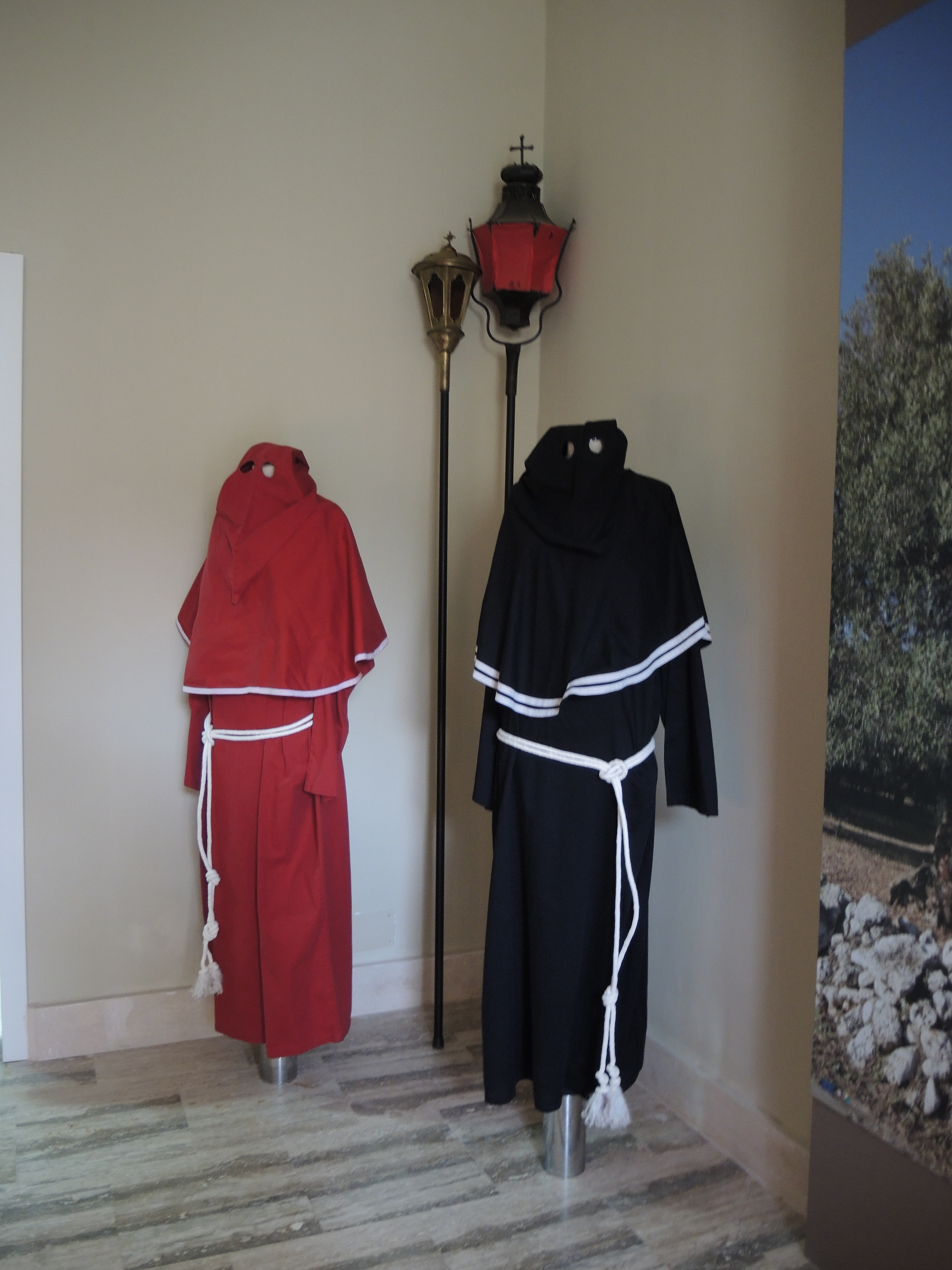
Vestiti del confratelli del Monte di Pietà dei Morti
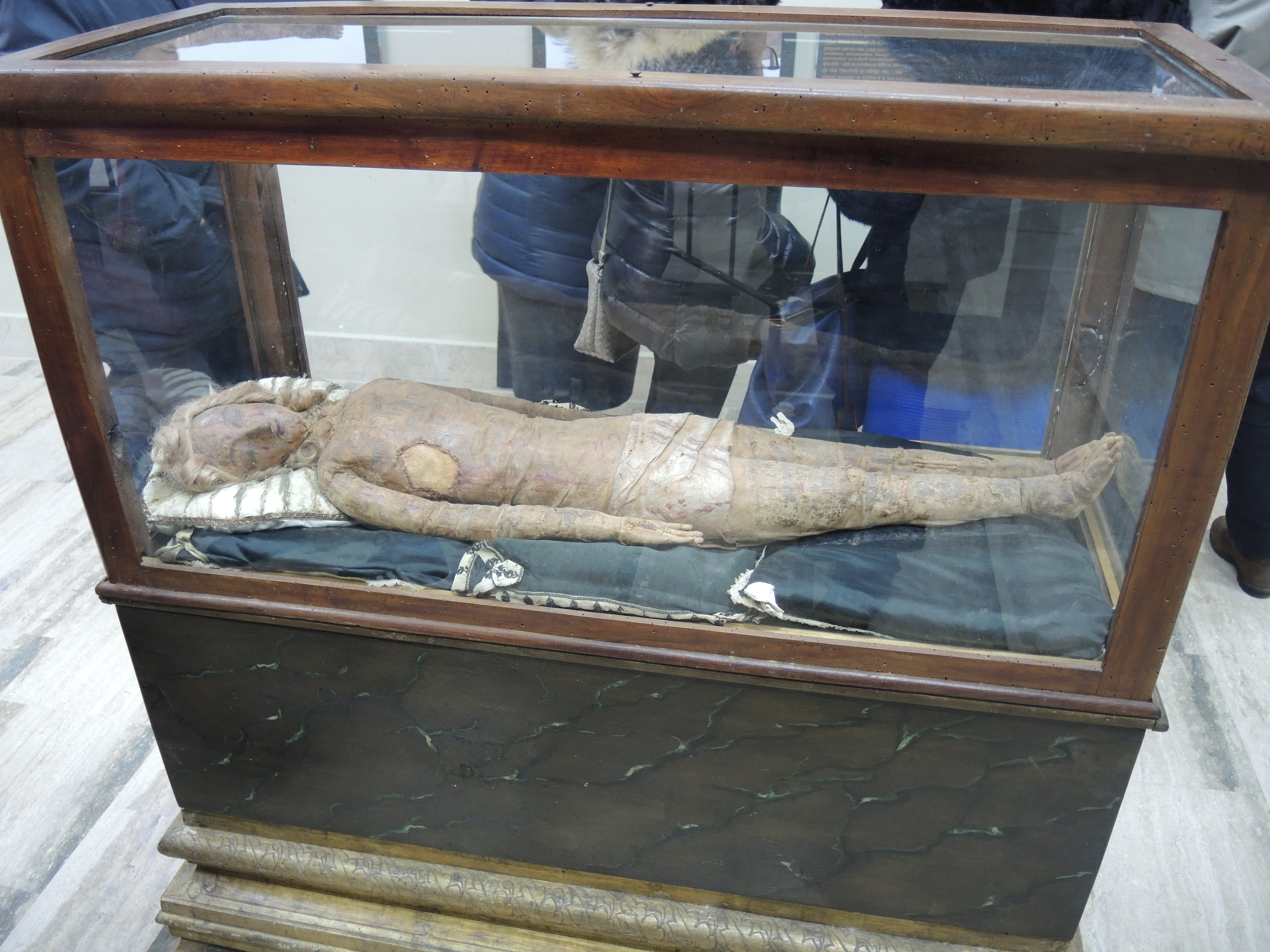
Statua del Cristo morto, ex convento

Esso fu però distrutto dal Caldora nel 1436, durante la guerra tra Angioini ed Aragonesi per il controllo dell'Italia Meridionale. In quell'occasione, le Gerosolomitane si trasferirono all'interno della città, in case in prossimità del Duomo, dove continuarono la loro opera di assistenza agli infermi ed ai derelitti. L'area vecchia dove sorgeva il convento doveva essere appena fuori Porta San Francesco, poiché si parla di un ospitale di San Nicola de Ferratis, dove in effetti si trova l'attuale chiesa cilindrica di San Nicola di Bari.
Nel 1523 le monache ottennero da Giuliano De Rodolphis, Gran Priore dell'Ordine, residente a Capua, il permesso di riedificare definitivamente il monastero dentro le mura, presso la chiesetta dell'Annunziata, che diventerà sede della Confraternita del Monte dei Morti. La chiesa fu rifatta in stile manierista barocco, terminata nel 1701, come testimoniato anche dallo storico Anton Ludovico Antinori, che parla della consacrazione il 24 giugno del 1701.
Fu la priora Maria Anna Lanuti di Chieti a volere il rinnovamento della chiesetta cinquecentesca, come attesta anche l'iscrizione sullo stemma dell'Ordine di Malta del portale maggiore: TEMPORE PRIORATUS SORORIS MARIAE ANNAE LANUTI. 1700
I lavori furono eseguiti da Giovanni Bossi, Francesco e Donato Augustone su progetto delle maestranze lombardo ticinesi attive nell'Abruzzo Ulteriore e Citeriore, legate sicuramente a Giovan Battista Gianni, che però non progettò il restauro della chiesa, in quanto era stato assoldato dalla madre superiora delle Clarisse, monastero avverso alle monache di San Giovanni, per il restauro della chiesa.

## Architettura
La chiesa, seguendo i dettami dell'Ordine, presenta un impianto a croce greca con la cupola, con tre cappelle, il lato est è preceduto da un ambiente voltato a botte, terminante con altre due cappelle laterali e un vestibolo, dunque un allungamento longitudinale di una parte della croce, che fu realizzato per ospitare la cantoria della controfacciata. La facciata è scandita da una scalinata centrale, portale principale incorniciato con lo stemma, sovrastato al centro da un finestrone rettangolare, e timpano triangolare.
La chiesa conserva un impaginato di stucchi barocchi, le superfici alternano spazi pieni e vuoti, volti a dare plasticità all'edificio: i tre altari principali sono decorati da statue di santi, decorati con timpani spezzati, a ricciolo, medaglioni, figure allegoriche, festoni, che sembrano ispirarsi ai canoni barocchi romani del Bernini e di Ercole Ferrara e Pietro da Cortona. Tra le novità usate ci sono la valva di conchiglia di San Giovanni a ricordo del suo ruolo di battezzatore di Cristo, la stella a 8 punte emblema dell'Ordine, riproposta di continuo sugli altri altari.
La presenza di stemmi nobiliari presso gli altari testimonia come la chiesa fosse particolarmente privilegiata in Abruzzo, frequentata dalle persone più facoltose, cui erano legate le stesse monache gerosolimitane.
Presso gli altari vi sono coppie di santi: Sant'Orsola/Santa Caterina, Santa Lucia/Santa Margherita da Cortona, San Biagio/San Liborio.
Si trovano anche affreschi, realizzati da Giambattista Gamba, attivo anche a Chieti, L'Aquila e Sulmona, qui realizzò le quattro tele che si trovano attualmente nel Museo civico diocesano: San Giovanni evangelista - San Carlo Borromeo, che stavano presso le due cappelle subito dopo l'accesso, nel vano centrale l'altare ospitava una tela del Samberlotti del 1617: San Giovanni in gloria, che affiancava la tela della Madonna assunta con San Francesco di Paola ai piedi, la tela fu voluta dalla priora Anna Lanuti, la Madonna in cielo, sorretta da angeli, porge il Bambino al santo paolotto, in secondo piano sulla tela è ritratto il Battesimo di Cristo, tutti elementi legati alla celebrazione di San Giovanni. L'altare sinistro è dedicato al Santissimo Crocifisso, con una lapide dell'indulgenza plenaria concessa da papa Benedetto XIV nei giorni della nascita e decollazione di San Giovanni
La chiesa subì un restauro nell'Ottocento, come testimonia l'iscrizione AMARIA RAPHAEL COSTANZO PRIORISSA A TEATE A.D. MDCCCXLIX. Fu realizzato un partito geometrico a triangoli rosa, bianchi e neri, collocati nel vestibolo allungato, poi un pavimento alla veneziana, con un granulato variopinto a scagliette di marmo e ciottoli di fiume, opera di Giovanni Pallarin, nel 1848. Nel 1866 il monastero fu sconsacrato, la chiesa rimase attiva, asino a rimanere sconsacrata anch'essa.
Il convento abbraccia gran parte della zona centrale di Penne, un'altura posta a metà tra la strada del corso Alessandrini, via Roma, vico Portello, appena sotto il Colle del Duomo. Ha impianto irregolare, e ospita al centro un chiostro porticato. Nel 1924 fu riadattato a Scuola di Arti e Mestieri, ma dopo la guerra rimase abbandonato. Attualmente è stato riqualificato, fa parte dell'Istituto artistico "Mario de' Fiori" di Penne, e conserva i principali paramenti liturgici provenienti dalla chiesa, nonché i vestiti di una mostra museale dedicato alla Confraternita del Monte di Pietà dei Morti, che ha sede nella vicinissima chiesa dell'Annunziata, che si occupa da almeno 300 anni dell'organizzazione della processione del Venerdì santo.